# Plesiadapis
 Plesiadapis  ist eine im Paläozän ausgestorbene Gattung der Säugetiere aus der Ordnung der Plesiadapiformes, deren Angehörige als enge Verwandte der Primaten gelten.

## Merkmale und Lebensweise

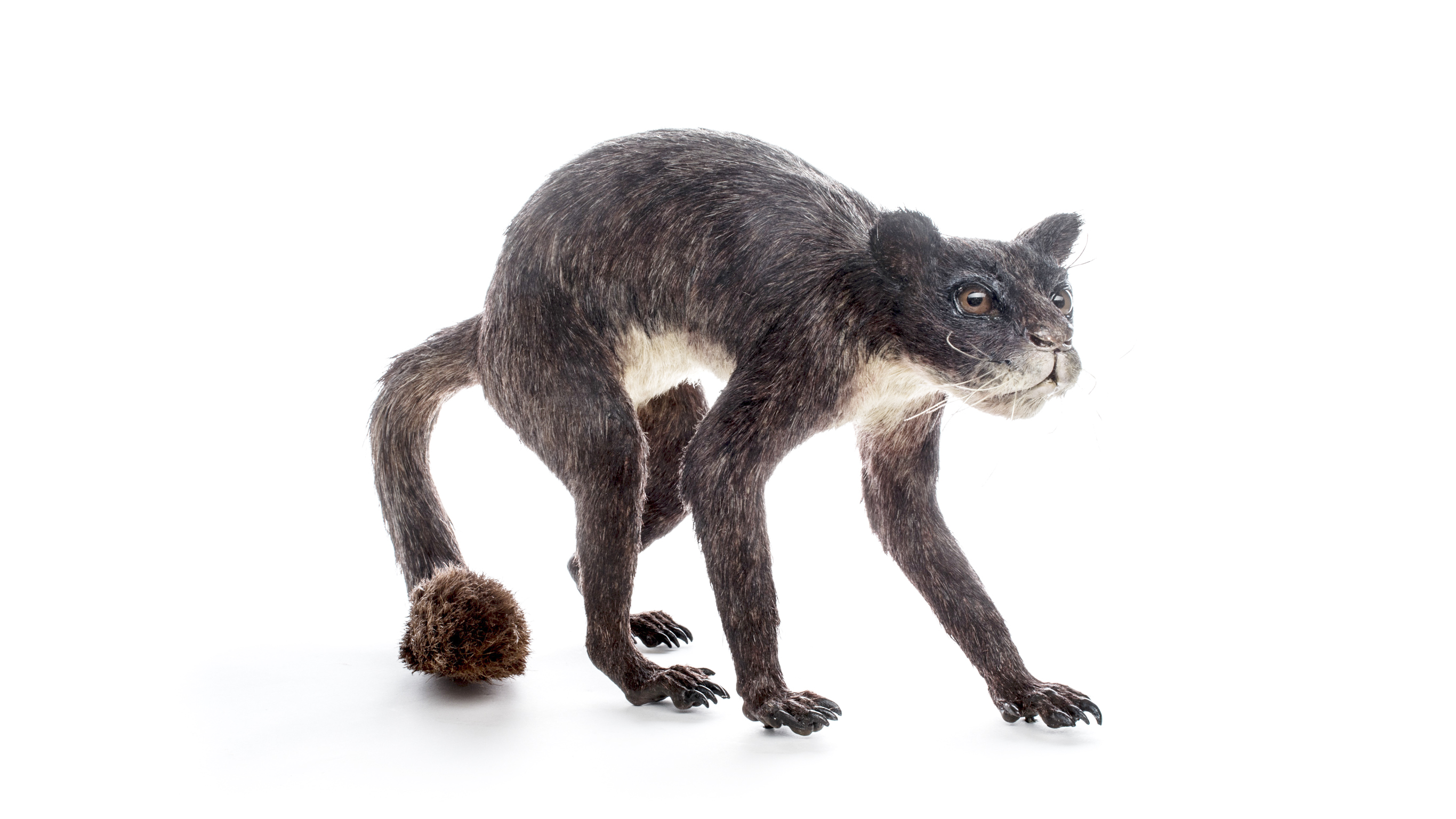
Lebendrekonstruktion aus dem Museum für Wissenschaft in Trento (MUSE)

Arten der Gattung Plesiadapis wurden etwa 60–80 Zentimeter lang und wogen schätzungsweise zwei Kilogramm. Das eichhörnchen- oder lemuren-ähnliche Tier lebte vor 58 bis 55 Millionen Jahren im Paläozän in den Wäldern von Nordamerika und Europa, wo es mit Vorliebe Insekten nachstellte. Im Vergleich zu seinen Zeitgenossen besaß dieser Vorfahre der ersten Primaten, zu denen auch wir Menschen zählen, ein großes Gehirn und kräftige Finger, die gefährliche Krallen ausfahren konnten.
Die Entwicklung des frühesten Primaten (Plesiadapis, Purgatorius, Smilodectes) bis zum Jetztmenschen Homo sapiens dauerte mehr als 70 Millionen Jahre und durchlief Tiere von sehr verschiedener Gestalt. Purgatorius, da von ihm nur Zähne und Kieferfragmente gefunden wurden, ist weitaus weniger bekannt als die beiden frühen Affen Plesiadapis und Smilodectes.

## Systematik
- Plesiadapis walbeckensis (Russell, 1964)
- Plesiadapis remensis (Lemoine, 1887)
- Plesiadapis tricuspidens (Gervais, 1877)
- Plesiadapis russelli (Gingerich, 1976)
- Plesiadapis insignis (Piton, 1940)
- Plesiadapis praecursor (Gingerich, 1975)
- Plesiadapis anceps (Simpson, 1936)
- Plesiadapis rex (Gidley, 1923)
- Plesiadapis gingerichi (Rose, 1981)
- Plesiadapis churchilli (Gingerich, 1975)
- Plesiadapis fodinatus (Jepsen, 1930)
- Plesiadapis dubius (Matthew, 1915)
- Plesiadapis simonsi (Gingerich, 1975)
- Plesiadapis cookei (Jepsen, 1930)